# Mateusz Szwoch
Mateusz Szwoch (Starogard Gdański, 19 de marzo de 1993) es un futbolista polaco que juega de centrocampista en el Ruch Chorzów de la I Liga de Polonia. 

## Carrera
Mateusz Szwoch se trasladó al Voivodato de Pomerania a temprana edad, jugando en el Borowiak Czersk y el Gedania Gdańsk, para finalmente fichar por el Arka Gdynia en 2008. En 2014 ficha por el Legia de Varsovia, regresando en 2016 al Arka y contribuir en la victoria al Lech Poznań en la club a ganar la Copa de Polonia. Una vez finalizado su contrato con la entidad varsoviana y sin apenas jugar minutos, ficha por el Wisła Płock.